# إجلانتين إيميي
إجلانتين إيميي ، ولدت يوم 23 ديسمبر 1973 ، هي مذيعة تلفزيونية وإذاعية فرنسية ، وكاتبة عمود وممثلة . عملت أيضًا كعارضة أزياء .

## المذكرات و المراجع
1. ↑   https://www.babelio.com/auteur/-/361375. {{استشهاد ويب}}: |url= بحاجة لعنوان (مساعدة) والوسيط |title= غير موجود أو فارغ (من ويكي بيانات) (مساعدة)